# Ilga Kļaviņa
Ilga KļaviņUn (Riga, Letonia; 9 de marzo de 1941), nacida como Ilga Dzenīte, es una ajedrecista letona.

## Carrera ajedrecística
A los 16 años, en 1957, Ilga ganó el Campeonato Ajedrecístico de Riga para mujeres. Jugó para Letonia en el 5.º Equipo soviético del Campeonato Ajedrecístico en Vilna en tablero de damas (como Dzenīte) (+1 -3 =4)
Su resultado mejor en el Campeonato Ajedrecístico letón para mujeres quedando en 2.º sitio en 1968 perdiendo con Sarma Sedleniece - 1,5:3,5. También ganó tres medallas de bronce en el Campeonato Ajedrecístico letón para mujeres en 1958, 1970, y 1971. Continuó activamente participando en competiciones ajedrecísticas. En 2008 ganó el campeonato ajedrecístico de mujeres de Vidzeme y en 2011 jugó en el Equipo letón del Campeonato Ajedrecístico.

## Vida personal
Ilga obtuvo una licenciatura del Instituto Politécnico de Riga como ingeniera tecnóloga. Está casada con el maestro ajedrecístico letón Jānis Kļaviņš (1933–2008).